# 苏锡常都市圈
苏锡常都市圈是苏南地區的一個包括苏州、无锡、常州三市的都市圈。

## 历史
据无锡日报称，1983年5月，“苏锡常”一词出现于时任江苏省社科院副院长的沈立人的一篇论文中。而在1982年《城市规划》期刊中，则更早的提到了“苏锡常”地区，并发现当地已经形成了一个工农业综合发展的经济区域。 
2002年，国务院批复的《江苏省城镇体系规划(2001-2020年)》中,首次提出“苏锡常都市圈”概念。
2020年4月21日，首届苏锡常一体化发展合作峰会在苏州九龙仓国际金融中心举行。三地市政府签署了《苏锡常一体化发展合作备忘录》，旨在推动区域协调发展，推进城市群和都市圈建设。